# Zinneke Pis
Zinneke Pis är en fontän och staty i Bryssel som installerades 1998. Den föreställer en hund, på samma sätt som Manneken Pis (en pojke) och Jeanneke Pis (en flicka).